# William McCrum
William McCrum (Milford, 20 febbraio 1865 – Armagh, 21 dicembre 1932) è stato un calciatore irlandese, famoso per essere l'inventore nel 1890 del calcio di rigore.

## Biografia
William era il figlio del milionario Robert Garmany McCrum, costruttore del modello del villaggio di Milford di epoca vittoriana e Alto Sceriffo per la contea di Armagh. Ha studiato presso la Royal School Armagh e poi al Trinity College, a Dublino, e in seguito ha lavorato per l'azienda di famiglia. L'azienda di famiglia non è stato un successo per lui e così dovette vendere il mulino Milford nel 1931.
È stato un giudice di pace e rappresentante di molti circoli sportivi come il Milford Football Club, il Milford and Armagh Cricket Clubs e l'Armagh Rugby Football Club. Ha anche giocato a scacchi.
Ha giocato per molti anni come portiere per il Milford Everton FC, giocando nella prima stagione del campionato nordirlandese di calcio 1890-1891. Dopo 14 partite il Milton si ritrovò in fondo alla classifica con nessun punto ottenuto, retrocedendo dopo aver fatto 10 gol e subendone 62.

### Morte
È morto dopo una lunga malattia nel dicembre 1932 ad Armagh. La casa di famiglia diventò un ospedale, che adesso è abbandonato.

## Il calcio di rigore
A lui si deve l'invenzione del calcio di rigore, istituito ufficiosamente intorno al 1890 (la data è controversa e indicata in periodi differenti che vanno dal 1885 appunto al 1890).
McCrum decise di applicare la nuova regola del tiro libero dalla distanza di undici metri con l'intento di condizionare l'irruenza dei suoi stessi compagni che affrontavano con troppa vigorìa gli avversari che si approssimavano alla porta da lui difesa.
Il primo calcio di rigore fu tirato durante un incontro sul campo da calcio del sobborgo di Milford, contea di Armagh, settanta chilometri ad ovest di Belfast, Irlanda del Nord. La Irish Football Association avanzò all'International Football Association Board la proposta di adottarlo definitivamente e al termine di un lungo dibattito il board internazionale approvò l'innovazione al punto n°13 del regolamento il 2 giugno 1891 (il provvedimento sarebbe entrato in vigore nella stagione 1891-1892).